# Sibil·la de Caixans
Sibil·la de Caixans (? - Sarrià, Barcelona, 25 de desembre de 1376) fou la tercera abadessa de Santa Maria de Pedralbes. Exercí com a tal des del 25 de maig de 1364 –succeint en el càrrec Francesca Saportella– fins al 25 de desembre de 1376, moment de la seva mort.
Era novícia del convent de Sant Anton i Santa Clara de Barcelona quan es va fundar el monestir de Pedralbes i, malgrat que no figura en el grup de monges inicial, possiblement degué anar aviat a Pedralbes, per tal com el llibre de defuncions l'esmenta com a pobladora.
Com a abadessa, fou de fet la primera amb poder real, ja que fins a aquell moment les seves predecessores havien estat controlades per Elisenda de Montcada, que manava i dirigia el convent des del palauet veí. Poc abans de morir la reina, Sibil·la de Caixans va començar un inventari complet de tot el que posseïa la comunitat: els béns mobles del monestir i les rendes que rebia.
Durant el seu abadiat va decorar l'interior de l'església i el claustre i, entre altres coses, va manar construir el retaule de l'altar major, que pintaren Pere Serra i Jaume Serra, i el panteó de la reina. D'altra banda, l'any 1373, donà el producte de la venda d'un alou per restaurar l'església de Sant Vicenç de Sarriá, que amenaçava ruïna.